# Mateusz Zwierzchowski
Mateusz Zwierzchowski (* vor 1720 in Großpolen; † 14. April 1768 in Gnesen) war ein polnischer Dirigent, Organist und Komponist.

## Leben
Mateusz Zwierzchowskis Vater war Andrzej Zwierzchowski († 1735). Dieser war Geiger und Organist an der Erzkathedrale von Gniezno. Bei ihm wuchs Mateusz auf und von ihm erhielt er den ersten Musikunterricht im Instrumentalspiel und in Komposition. Mateusz kam mit seinem Vater wohl 1723 nach Gniezno, wo sie beide in den Akten der Kathedrale als Mitglieder des Orchesters erwähnt wurden. Er setzte an der Kathedralschule seine Ausbildung fort und war Mitglied der Schola Cantorum. Nach Andrzejs Tod 1735 sorgte das Kathedralkapitel für Mateusz und stellt ihm zwei Protektoren (Kuratoren) zur Seite. Im selben Jahr wurde er Organist an der Kathedrale.
1738 wurde ihm die Verantwortung über das Spinett übertragen, wobei er kleinere Reparaturen am Instrument selbst durchführte. 1739 heiratete er Marianna Węgorzewska aus einer vornehmen Familie aus Gniezno. Sie hatten zusammen zwei Söhne. Eulogiusz Józef (* 1743) wurde Anwalt. Jakub Eliasz (* 1745; † 1786) wurde Propst an der St. Laurentiuskirche in Gniezno. Von 1747 oder 1750 bis zu seinem Tod war Mateusz Kapellmeister an der Kathedrale und Dirigent der Capella musices. 1757 wurde ihm vom Kapitel die Aufgabe übertragen, Musikunterricht zu geben, aber Zwierzchowski delegierte einen anderen Musiker zur Lehre. Er selbst widmete sich dem Komponieren und dem Orchester. Auf seine Anforderung wurden vier Trompeten, vier Hörner, drei Oboen und eine Traversflöte fürs Orchester angeschafft. Er setzte sich wiederholt für Verbesserungen und Reparaturen der Orgeln ein. Er erwarb ungefähr zweihundertfünfzig Kompositionen verschiedener Komponisten für das Orchester, darunter auch von ihm selbst verfasste Werke. 
1740 wurde das erste Mal der Erwerb einer Komposition Zwierzchowskis durch das Kapitel erwähnt. 1760 vernichtete ein Brand fast die komplette Sammlung. Das Kathedralkapitel hielt nach Zwierzchowskis Tod als Zeichen der hohen Wertschätzung seiner Verdienste eine feierliche Begräbnisfeier ab. Er wurde am 16. April 1768 in der Sławieńskikapelle der Krypta der Kathedrale beigesetzt. Zwei Jahre nach seinem Tod wurde das Orchester der Kathedrale auf Grund der schwierigen wirtschaftlichen Verhältnisse des Kapitels aufgelöst. 1780 wurde das Orchester reaktiviert. 1786 gab Jakub Zwierzchowski dem Orchester die Autographe seines Vaters, die sich noch in seinem Besitz befanden. Diese wurden jedoch im Zweiten Weltkrieg zerstört.

## Werke
Wenige Werke Zwiezchowskis sind überliefert. Vieles wurde beim Brand der Kathedrale von Gniezno 1760 und im Zweiten Weltkrieg zerstört. Es sind nur vier Werke überliefert:
- Ein Requiem in Es-Dur von 1760
- Zwei Pastorelli für Sopran, 2 Violinen, Fagott und Basso continuo in D-Dur.[1]
- Das Fragment einer Vesper

### Requiem Es-Dur
Zwierzchowski komponierte das Requiem 1760 zum Tode seines Freundes und Gönners Wojciech Wieczorkiewicz, Kanoniker und Kantor an der Kathedrale in Gniezno. Die Besetzung besteht aus einem Soloquartett (Sopran, Alt, Tenor und Bass), vierstimmigem gemischtem Chor und Orchester. Solistische Teile sind Tuba mirum für Bass, Liber scriptus für Sopran, Libera eas für Tenor, Benedictus für Bass und das Duett Judex ergo für Sopran und Alt. Kyrie und Hosanna sind Fugen. Sonst überwiegt ein homophoner Satz. Interessant ist das Tuba mirum in Form einer Polonaise.

## Einspielungen
- Requiem. Jadwiga Romanska, Sopran. Krystyna Szostek-Radkowa, Alt. Kazimierz Pustelak, Tenor. Edmund Kossowski, Bass. Arion Chor. Filharmonii Pomorskiej Bydgoszczy [Pommersche Philharmonie]. Ltg. Bydgoszcz Zbigniew Chwedczuk. Warschau 1965. Polskie Nagrania XL 0275, Orpheus: OR 340S und Olympia OCD 319